# Dingleberry Haze
Dingleberry Haze – minialbum zespołu Bloodhound Gang wydany w listopadzie 1994 za pośrednictwem Cheese Factory Records. Wiele z utworów z tego albumu znalazło się również na następnym, Use Your Fingers. Wszystkie utwory utrzymane są w klimacie rapu i zostały napisane przez Jimmy’ego Popa i Daddy Long Legs.
Album został wydany w dwóch formatach: na CD i na kasecie.

## Spis utworów
Sporządzono na podstawie materiału źródłowego.
1. "Go Down" – 2:23
2. "Cheese Tidbit" – 0:44
3. "Legend In My Spare Time" – 3:08
4. "Neighbour Invasion" – 0:07
5. "Mama Say" – 3:02
6. "Rang Dang" – 3:04
7. "Earlameyer The Butt Pirate" – 0:06
8. "One Way" – 3:07
9. "Record Offer" – 0:51
10. "Coo Coo Ca Choo" – 2:40
11. "Live At The Apollo" – 2:10